# Афанасенко Іван
Афанасенко (Опанасенко) Іван (XVIII ст.) — співак, бандурист.
Мешканець містечка Варва Варвинської сотні Прилуцького полку. Був придворним бандуристом князя Микити Трубецького. За ревізією 1740 року у Варві серед 39 дворів «свободно живущих» Афанасенко згадується як бандурист князя Микити Трубецького .